# Ноай, Жан-Луи-Поль-Франсуа де
Жан-Луи-Поль-Франсуа де Ноай (фр. Jean-Louis-Paul-François de Noailles; 26 октября 1739, Париж — 20 октября 1824, Фонтене-Трезиньи (Сена и Марна), герцог д’Айен и де Ноай — французский военный, государственный и научный деятель.

## Биография
Сын герцога Луи де Ноая и Катрин-Франсуазы-Шарлотты де Коссе-Бриссак.
Первоначально носил титул герцога д’Айен. В 1752 году поступил на службу в гвардию королевских телохранителей. В январе 1755 по праву наследования был предварительно назначен губернатором Сен-Жермен-ан-Ле и капитаном охот на зависимых от него землях. В марте 1755 получил патент на титул герцога д’Айен. В том же году был назначен полковником драгунского полка Ноая, принадлежавшего его семье. Проделал с этим подразделением четыре последних кампании Семилетней войны. 25 июля 1762 произведен в бригадиры кавалерии. Кавалер ордена Святого Людовика (1762).
В 1759 году получил временное командование 1-й ротой королевских телохранителей (шотландской), постоянным командиром которой стал в 1776 году.
После заключения мира в 1763 году посвятил себя занятиям экспериментальной химией и физикой, которыми увлекался в юности. в 1777 году стал членом Академии наук, публиковал свои работы в академических изданиях. Кроме науки, занимался литературой, был знаком со всеми значительными отечественными учеными и литераторами. При дворе считался одним из самых образованных сеньоров, дополняя своими легкими поэтическими сочинениями оригинальные и острые высказывания его отца, маршала Ноая.
3 января 1770 произведен в лагерные маршалы, 23 апреля 1780 пожалован в рыцари ордена Золотого руна (испанского). В 1781 году вошел в состав Военного совета, образованного маршалом Сегюром, ставшим военным министром. Добился важных изменений в обмундировании и квартировании солдат, отменивших практику, согласно которой пехотинцы спали по трое в одной постели.
1 января 1784 произведен в генерал-лейтенанты и назначен генеральным инспектором пехоты, кавалерии и драгун, и командующим во Фландрии.
Составил подробную карту Германии, формальным автором которой был его адъютант Шошар. По словам Курселя, эта карта была единственной, которой пользовалась французская армия, действовавшая на Германском театре военных действий. В период разрыва отношений с Англией был направлен в Бретань.
В 1791 году эмигрировал в Швейцарию, но, узнав, что королю угрожает опасность, вернулся в Париж и был с Людовиком XVI в день штурма Тюильри. Был вынужден снова бежать в Швейцарию. Обосновался в Роле, на берегу Женевского озера, в кантоне Во, где пережил годы республики и империи. 22 июля 1794 в Париже были гильотинированы его мать, жена и одна из дочерей.
Во время Первой реставрации был призван Людовиком XVIII во Францию и, как один из старейших пэров королевства, 4 июня 1814 включен в состав Палаты пэров. Заседал там недолго, и в период Ста дней снова уехал в Швейцарию. В 1816 году, в ходе реформирования Института, имя Ноая было снова внесено в список членов Академии наук.
Потеряв вторую жену, графиню Головкину, герцог в 1824 году вернулся во Францию к семье и умер в Фонтене-ан-Бри.

## Семья

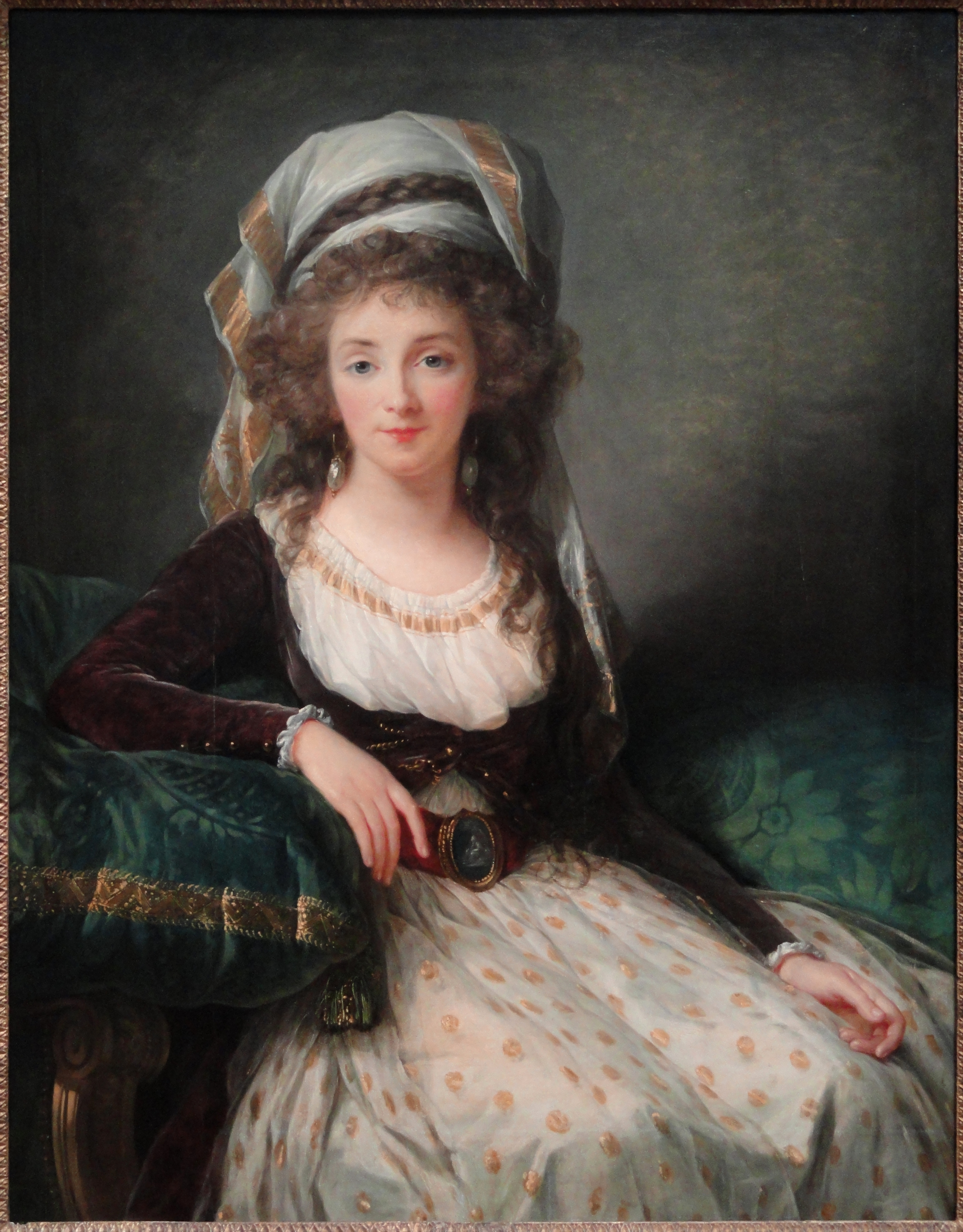
Мадам д’Агессо де Френ (1789)
Элизабет Виже-Лебрен
Национальная галерея искусства, Вашингтон

1-я жена (25.02.1755): Анриетта-Анн-Луиза д’Агессо (1737—22.07.1794), дочь Жана-Батиста-Полена д’Агессо, сеньора де Френа, графа де Компан и де Малиньи, государственного советника, и Анн-Луизы-Франсуазы дю Пре, дамы де Лагранж-Блено, внучка канцлера Анри Франсуа д’Агессо. Владелица княжества Тенгри в Булонне и сеньории Лагранж-Блено. 12 марта 1755 получила право табурета. Гильотинирована в Париже
Дети:
- Антуан-Поль-Луи (17.09.1756—7.09.1757)
- Анн-Жанна-Батиста-Полине-Адриенна-Луиза-Катерина-Доминика (11.11.1758—22.07.1794). Гильотинирована в Париже. Муж (19.09.1773): виконт Луи-Марк-Антуан де Ноай (1756—1804)
- Мари-Адриенна-Франсуаза (2.11.1759—24.12.1807). Муж (11.04.1774): Мари-Жозеф-Поль-Ив дю Мотье де Лафайет, маркиз де Лафайет (1757—1834)
- Франсуаза-Антуанетта-Луиза (3.09.1763—3.08.1788). Муж 1) (28.11.1779): Мари-Франсуа-Сипьон де Гримоар де Бовуар дю Рур, маркиз дю Рур (1760—1782); 2) (26.11.1784): Жан-Франсуа-Беранже, граф де Тезан дю Пужоль (1745—1804)
- Анн-Полина-Доминика (22.06.1766—29.01.1839). Муж (12.05.1783): Жоашен де Монтажю-Бон, маркиз де Пузоль (1763—1834)
- Анжелика-Франсуаза-д’Ассиз-Розали (1.08.1767—16.02.1833). Муж (1798): Александр-Мари-Франсуа де Саль Теодюль, маркиз де Граммон (1765—1841)
- Луи-Габриель (19.08.1768—26.07.1770)

2-я жена (1796): Элизабет Вильгельмина Юстина фон Мосхайм (1743—01.1824), дочь Иоганна Лоренца фон Мосхайма, профессора теологии, канцлера Гёттингенского университета, вдова графа А. А. Головкина
Поскольку Жан-Луи-Поль-Франсуа де Ноай не оставил мужского потомства, его титулы и место в Палате пэров, а также родовой замок Ментенон перешли по наследству к внучатому племяннику Полю де Ноаю.